# Karyamukti (Cibatu)
Karyamukti is een bestuurslaag in het regentschap Garut van de provincie West-Java, Indonesië. Karyamukti telt 3669 inwoners (volkstelling 2010).